# Mike Oliver (autocoureur)
Mike Oliver (Farnborough (Hampshire), 13 februari 1921 – Yarcombe, 15 juli 2020) was een Brits autocoureur. 
In 1956 schreef hij zich eenmaal in voor een Formule 1-race, zijn thuisrace van dat jaar voor het door hem opgerichte team Connaught, maar hij was op dat moment niet aanwezig op het circuit van Silverstone, waar de race gereden werd, en startte de race dus niet. Oliver schreef zich hierna nooit meer in voor een Formule 1-race.
Hij overleed in 2020 op 99-jarige leeftijd.